# Guglielmo di Meclemburgo-Schwerin
Guglielmo di Meclemburgo-Schwerin (Ludwigslust, 5 marzo 1827 – Heidelberg, 28 luglio 1879) è stato principe della casata di Meclemburgo-Schwerin e generale prussiano.

## Biografia
Guglielmo era il figlio terzogenito ed il secondo maschio del granduca Paolo Federico e di sua moglie, Alessandrina di Prussia (1803-1892).
Avviato sin da giovane alla carriera militare nell'esercito prussiano, nell'ambito della Guerra austro-prussiana fu presente sul campo come generale al comando di una brigata di cavalleria. Nella Guerra franco-prussiana fu tenente generale al comando della 6ª divisione di cavalleria e venne ferito il 9 settembre 1870 rimanendo coinvolto nell'esplosione della polveriera della cittadella di Laon. Nel 1875 venne definitivamente promosso generale. Tornato in patria, prese a frequentare più assiduamente la corte di Berlino, egli si guadagnò ben presto l'appellativo di Prinz Schnaps per la sua passione per il gioco d'azzardo.
Guglielmo morì a seguito di un'operazione ad Heidelberg. Il suo corpo venne riaccompagnato in patria dal nipote, il duca Paolo Federico e venne sepolto il 2 agosto di quell'anno nella Cattedrale di Schwerin.

## Matrimonio ed eredi
Guglielmo sposò sua cugina Federica Alessandrina di Prussia (1842-1906), figlia di Alberto di Prussia (1809-1872) e di Marianna dei Paesi Bassi, il 9 dicembre 1865. La coppia ebbe una sola figlia:
- Carlotta di Meclemburgo-Schwerin (7 novembre 1868-20 dicembre 1944). Sposò in prime nozze Enrico XVII di Reuss-Köstritz e, in seconde, Robert Schmidt.

## Albero genealogico
|                                           |                                  |                                               | Genitori                                               |  |  | Nonni |  |  | Bisnonni                                     |  |  | Trisnonni                     |  |
|                                           |                                  |                                               |                                                        |  |  |       |  |  | Federico Francesco I di Meclemburgo-Schwerin |  |  | Luigi di Meclemburgo-Schwerin |  |
|                                           |                                  |                                               |                                                        |  |  |       |  |  | Federico Francesco I di Meclemburgo-Schwerin |  |  | Luigi di Meclemburgo-Schwerin |  |
|                                           |                                  | Carlotta Sofia di Sassonia-Coburgo-Saalfeld   |                                                        |  |  |       |  |  | Federico Francesco I di Meclemburgo-Schwerin |  |  |                               |  |
| Federico Ludovico di Meclemburgo-Schwerin |                                  |                                               |                                                        |  |  |       |  |  | Federico Francesco I di Meclemburgo-Schwerin |  |  |                               |  |
|                                           |                                  | Luisa di Sassonia-Gotha-Altenburg (1756-1808) | Giovanni Augusto di Sassonia-Gotha-Altenburg           |  |  |       |  |  |                                              |  |  |                               |  |
|                                           |                                  | Luisa di Sassonia-Gotha-Altenburg (1756-1808) | Giovanni Augusto di Sassonia-Gotha-Altenburg           |  |  |       |  |  |                                              |  |  |                               |  |
|                                           |                                  | Luisa di Sassonia-Gotha-Altenburg (1756-1808) | Luisa di Reuss-Schleiz                                 |  |  |       |  |  |                                              |  |  |                               |  |
| Paolo Federico di Meclemburgo-Schwerin    |                                  | Luisa di Sassonia-Gotha-Altenburg (1756-1808) |                                                        |  |  |       |  |  |                                              |  |  |                               |  |
|                                           |                                  | Paolo I di Russia                             | Pietro III di Russia                                   |  |  |       |  |  |                                              |  |  |                               |  |
|                                           |                                  | Paolo I di Russia                             | Pietro III di Russia                                   |  |  |       |  |  |                                              |  |  |                               |  |
|                                           |                                  | Paolo I di Russia                             | Caterina II di Russia                                  |  |  |       |  |  |                                              |  |  |                               |  |
| Elena Pavlovna Romanova                   |                                  | Paolo I di Russia                             |                                                        |  |  |       |  |  |                                              |  |  |                               |  |
|                                           |                                  | Sofia Dorotea di Württemberg                  | Federico II Eugenio di Württemberg                     |  |  |       |  |  |                                              |  |  |                               |  |
|                                           |                                  | Sofia Dorotea di Württemberg                  | Federico II Eugenio di Württemberg                     |  |  |       |  |  |                                              |  |  |                               |  |
|                                           |                                  | Sofia Dorotea di Württemberg                  | Federica Dorotea di Brandeburgo-Schwedt                |  |  |       |  |  |                                              |  |  |                               |  |
| Guglielmo di Meclemburgo-Schwerin         |                                  | Sofia Dorotea di Württemberg                  |                                                        |  |  |       |  |  |                                              |  |  |                               |  |
|                                           | Federico Guglielmo II di Prussia | Augusto Guglielmo di Prussia                  |                                                        |  |  |       |  |  |                                              |  |  |                               |  |
|                                           | Federico Guglielmo II di Prussia | Augusto Guglielmo di Prussia                  |                                                        |  |  |       |  |  |                                              |  |  |                               |  |
|                                           | Federico Guglielmo II di Prussia | Luisa Amalia di Brunswick-Wolfenbüttel        |                                                        |  |  |       |  |  |                                              |  |  |                               |  |
| Federico Guglielmo III di Prussia         | Federico Guglielmo II di Prussia |                                               |                                                        |  |  |       |  |  |                                              |  |  |                               |  |
|                                           |                                  | Federica Luisa d'Assia-Darmstadt              | Luigi IX d'Assia-Darmstadt                             |  |  |       |  |  |                                              |  |  |                               |  |
|                                           |                                  | Federica Luisa d'Assia-Darmstadt              | Luigi IX d'Assia-Darmstadt                             |  |  |       |  |  |                                              |  |  |                               |  |
|                                           |                                  | Federica Luisa d'Assia-Darmstadt              | Carolina del Palatinato-Zweibrücken-Birkenfeld         |  |  |       |  |  |                                              |  |  |                               |  |
| Alessandrina di Prussia                   |                                  | Federica Luisa d'Assia-Darmstadt              |                                                        |  |  |       |  |  |                                              |  |  |                               |  |
|                                           |                                  | Carlo II di Meclemburgo-Strelitz              | Carlo Ludovico Federico di Meclemburgo-Strelitz        |  |  |       |  |  |                                              |  |  |                               |  |
|                                           |                                  | Carlo II di Meclemburgo-Strelitz              | Carlo Ludovico Federico di Meclemburgo-Strelitz        |  |  |       |  |  |                                              |  |  |                               |  |
|                                           |                                  | Carlo II di Meclemburgo-Strelitz              | Elisabetta Albertina di Sassonia-Hildburghausen        |  |  |       |  |  |                                              |  |  |                               |  |
| Luisa di Meclemburgo-Strelitz             |                                  | Carlo II di Meclemburgo-Strelitz              |                                                        |  |  |       |  |  |                                              |  |  |                               |  |
|                                           |                                  | Federica Carolina Luisa d'Assia-Darmstadt     | Giorgio Guglielmo d'Assia-Darmstadt                    |  |  |       |  |  |                                              |  |  |                               |  |
|                                           |                                  | Federica Carolina Luisa d'Assia-Darmstadt     | Giorgio Guglielmo d'Assia-Darmstadt                    |  |  |       |  |  |                                              |  |  |                               |  |
|                                           |                                  | Federica Carolina Luisa d'Assia-Darmstadt     | Maria Luisa Albertina di Leiningen-Dagsburg-Falkenburg |  |  |       |  |  |                                              |  |  |                               |  |
|                                           |                                  | Federica Carolina Luisa d'Assia-Darmstadt     |                                                        |  |  |       |  |  |                                              |  |  |                               |  |